# Oceanine
(Esiodo, Teogonia)

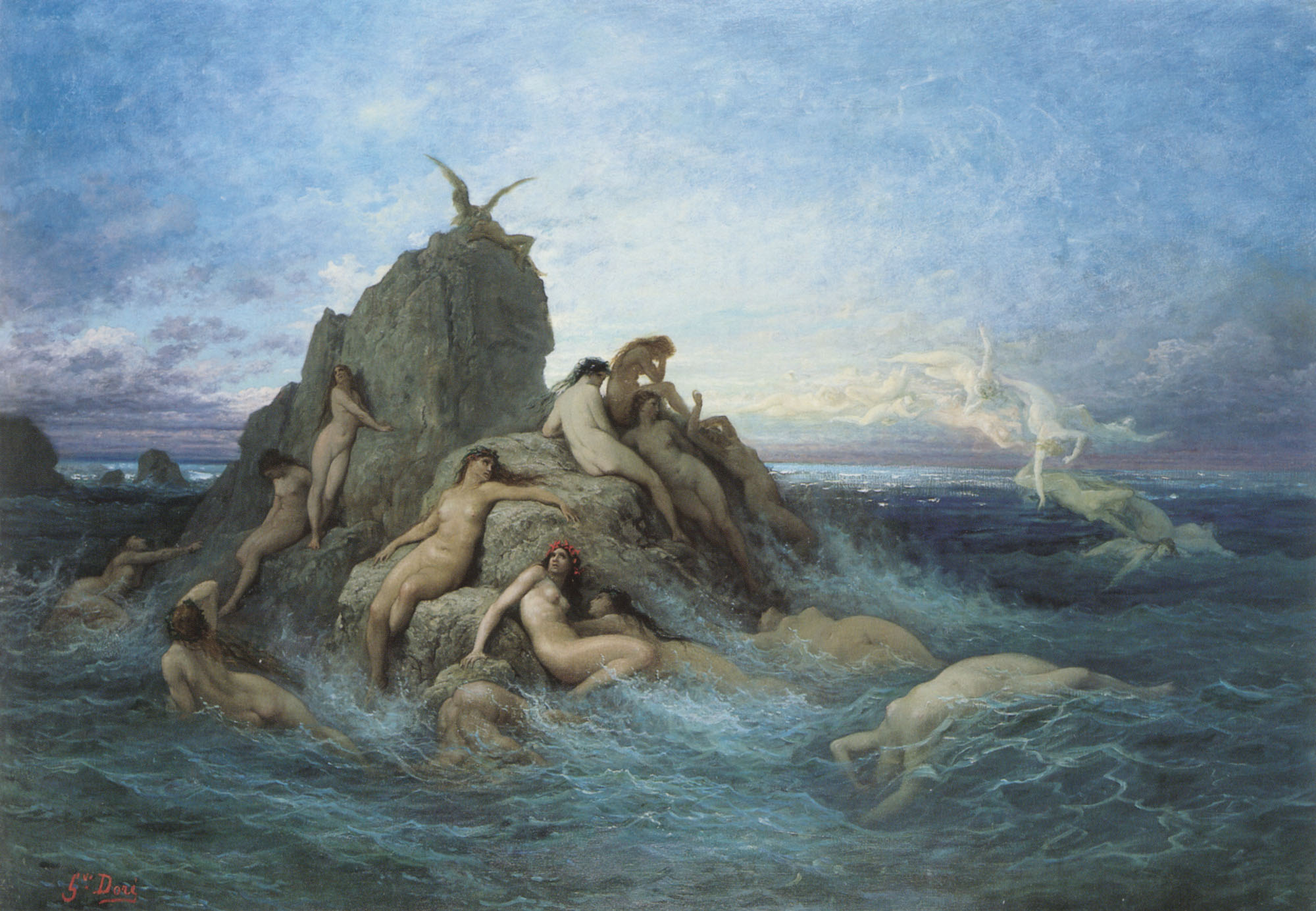
Le Oceanine di Gustave Doré (1860)

Nella mitologia greca, le Oceanine erano le tremila figlie del titano Oceano e della titanide Teti, e sorelle dei tremila Potamoi.
Le Oceanine erano potenti dee delle acque, che personificavano innanzitutto le acque correnti, ossia i fiumi, i laghi e le sorgenti. Erano a volte associate anche alle nuvole, ai venti, ai pascoli e ai fiori, e alcune di loro personificavano anche qualità morali come l'intelletto (Meti), la fama (Climene), la fortuna (Tiche), il successo (Telesto) o la persuasione (Peito)
Molte Oceanine si unirono con dei, o anche con comuni mortali, generando una numerosa progenie.

## Secondo Esiodo
Nella Teogonia Esiodo dice chiaramente che le Oceanine sono tremila, ma ne enumera tuttavia solo 41. L'elenco sottostante riporta (in ordine alfabetico) tutti i nomi forniti da Esiodo e fra parentesi l'epiteto con cui vengono apostrofate ed il significato del nome.
1. Acasta[3]
2. Admeta
3. Anfiro[4]
4. Asia
5. Calipso (amabile). Secondo il racconto dell'Odissea di Omero Calipso era invece figlia di Atlante.
6. Calliroe, dal greco Kallirroé che significa "bella acqua che scorre", si unì in matrimonio con il gigante Crisaore. Dalla loro unione nacquero Gerione ed Echidna.[5]
7. Cerceide (dalla bella figura)[4]
8. Climene
9. Clizia[4]
10. Criseide[4]
11. Dione (amabile)
12. Doride, che significa la fonte che dà giovamento all'uomo, madre delle 50 Nereidi
13. Elettra, il cui nome indica lo zampillare dell'acqua
14. Eudora, che significa la fonte che dà buoni doni all'uomo[4]
15. Eurinome
16. Europa[4]
17. Galassaura, che significa la fonte dall'acqua bianca come latte[4]
18. Ianira
19. Iante, il cui nome indica il colore violetto[4]
20. Idia
21. Ippo[6]
22. Melbosi, che significa la fonte dove si abbeverano le greggi[4]
23. Menesto[4]
24. Meti
25. Ociroe
26. Pasitoa[7]
27. Peito
28. Perseide[8]
29. Petrea (amabile), che significa la fonte delle rocce
30. Plessaura, che significa la fonte dallo zampillo che fende l'aria[9]
31. Pluto (boopide)[10]
32. Polidora (bella), che significa la fonte che dà molti doni all'uomo[11]
33. Primno[4]
34. Rodia, il cui nome indica la fonte delle rose[6]
35. Sante[3]
36. Stige (la più illustre di tutte)
37. Telesto (dal peplo di Croco)[12]
38. Toe
39. Tiche
40. Urania (divina)
41. Zeuso

## Versioni alternative
Un elenco diverso lo menziona Igino nel suo prologo delle Fabulae:
(Igino, Fabulae, Prologo)

## Musica
Sibelius scrisse un concerto denominato Aallottaret (Le Oceanidi) nel 1914.